# Daniel Hermansson (ishockeyspelare)
Daniel Hermansson, född den 3 april 1982 i Borlänge, är en före detta en svensk ishockeyspelare som spelade bland annat för Mora IK i Hockeyallsvenskan. Han har också spelat för Storhamar, Almtuna IS, Leksands IF, Brynäs IF, IFK Arboga IK och Skellefteå AIK.
Från och med SHL-säsongen 2025/2026 är Hermansson huvudtränare för Skellefteå AIK i SHL.